# Hebomoia
Hebomoia is een geslacht uit de familie Pieridae (witjes).
De wetenschappelijke naam Hebomoia werd in 1819 gepubliceerd door Hübner.

## Soorten
Hebomoia omvat de volgende soorten:
- Hebomoia glaucippe (Linnaeus, 1758)
- Hebomoia leucippe (Cramer, 1775)
- Hebomoia dinizi De Toledo Piza, 1936